# 武夷对叶兰
武夷对叶兰（学名：Neottia wuyishanensis）为兰科鸟巢兰属下的一个种，目前仅发现于中国福建省武夷山地区，主要生长于南方铁杉林边缘，肿节少穗竹下与藓类混生，海拔约1831米。

## 特征
植株18.5－28厘米长，纤细，通常在基部有一个白色鞘。根拉长和丝状。叶2枚对生，生于植株的四分之一到一半处，宽卵形，长约1.8－1.9厘米，宽1.7－1.9厘米。花序梗具短柔毛，长约5厘米，具5苞片；花序轴4－9厘米长，5－19朵稀疏的花；花苞片卵状披针形，长3－4毫米，宽1.6毫米，先端锐尖到渐尖。花倒垂，浅绿色；花梗4－6毫米长，短柔毛；子房2.7－3.0毫米长，无毛；萼片和花瓣广泛展开。背面萼片椭圆形到长圆形，1脉，长2.6毫米，宽1.2毫米；侧萼片稍偏斜，披针形，长约2.8毫米，宽1.3毫米，先端钝；花瓣线形到狭长圆形，长2.2毫米，宽0.5毫米；唇瓣Y形，先端至唇瓣中部双裂，基部具爪，长7.8－9.0毫米，中部宽1.6－2.7毫米，花盘有一加厚的中央脊，从基部延伸至弯缺（sinus），裂片之间有小齿；叶耳基部略成齿状，约0.3毫米长；裂片披针形到长圆形，长3.7－4.4毫米，宽0.8－1.1毫米，先端钝，边缘疏生齿状和具缘毛。花柱弧形，长1.7－1.9毫米，花药向蕊喙倾斜，先端具膨大的药帽；蕊喙向前扩展。